# فينويك سميث
فينويك سميث (بالإنجليزية: Fenwick Smith)‏ هو معلم موسيقى أمريكي، ولد في 1949، وتوفي في 19 يوليو 2017.

## وصلات خارجية
- فينويك سميث على موقع ميوزك برينز (الإنجليزية)
- فينويك سميث على موقع أول ميوزيك (الإنجليزية)
- فينويك سميث على موقع ديسكوغز (الإنجليزية)